# 京極高聡
京極 高聡（きょうごく たかとし）は、江戸時代後期の丹後国峰山藩の世嗣。官位は従五位下・備後守。

## 略歴
7代藩主・京極高備の次男として誕生。正室は毛利広鎮の娘、継室は稲垣長続の娘、森忠賛の娘。
兄・高寧が早世したため嫡子となる。しかし、家督を継ぐことなく文政13年（1830年）に32歳で没した。
子がなかったため、弟・高倍が代わって嫡子となった。